# قطعنامه ۴۲ شورای امنیت
قطعنامه ۴۲ شورای امنیت سازمان ملل متحد که در تاریخ ۰۵ مارس ۱۹۴۸ تصویب شد، سندی بین‌المللی دربارهٔ مسئلهٔ فلسطین است. این قطعنامه طی نشست ۲۶۳ام با ۸ موافق، ۰ مخالف و ۳ ممتنع تصویب شد.